# Зрновська Река
Зрновська Река (мак. Зрновска Река) — річка в східній частині Македонії, в общині Зрновці, є лівою притокою Брегалниці. Витікає під вершиною Козобран, в місцевості Богчалія, на Плачковиці, на висоті 1420 м.
Площа водозбірного басейну Зрновської Реки 70 км2, довжина 24 км. Відносний спад становить 47,6%. Від свого витоку річка тече на захід під назвою Ульмія, а потім повертає на північ і відома як Зрновська. 
До села Зрновці річка гориста з яровою долиною, а далі полем, до лиману, тече рівнинною річкою. Тече прямо поблизу дороги Кочані - Зрновці, на висоті 325 метрів. З річки зрошується близько 250 га під кукурудзою, цибулею-пореєм та іншими сільськогосподарськими культурами.
На річці Зрновка побудована гідроелектростанція, яка значно змінила природний водний стік річки та умови життя в ній.